# Historias de la revolución
Pour plus de détails, voir Fiche technique et Distribution.
Historias de la revolución est le premier long métrage de fiction du réalisateur cubain Tomás Gutiérrez Alea, ainsi que le premier long-métrage de fiction produit par l’ICAIC.

## Synopsis
Le film est divisé en trois épisodes indépendants, chacun proposant une vision différente sur les luttes révolutionnaires menées à Cuba contre le régime de Batista.
« Le blessé » se déroule au moment de l’assaut du Palais Présidentiel le 13 mars 1917. Un homme est entraîné par hasard et malgré lui dans cet épisode de la lutte urbaine, un des blessés de l’assaut ayant trouvé refuge chez lui. Il est alors confronté un dilemme : s’associer à la lutte ou dénoncer les insurgés. Après de difficiles tergiversations, il finira par choisir le camp des rebelles.
« Rebelles », qui prend place dans le cadre de la guérilla de la Sierra Maestra, repose également sur un dilemme qui se pose à un groupe de guérilleros : doivent-ils rester aux côtés de leur camarade blessé à mort, alors que les troupes de Batista se rapprochent dangereusement, ou bien le laisser et fuir pour sauver leur peau ? Ils décident de rester aux côtés de leur camarade.
« La bataille de Santa Clara » retrace l’une des toutes dernières actions de la lutte contre Batista, la prise de la ville de Santa Clara en décembre 1958 par des troupes dirigées par Che Guevara, grâce à la capture de tanks et d’un train blindé. A cette occasion, Julio, l’un des rebelles, est de retour dans sa ville natale, mais meurt d’une balle perdue avant d’avoir pu retrouver sa femme.

## Fiche technique
- Titre : Historias de la revolución
- Réalisation : Tomás Gutiérrez Alea
- Scénario : Tomás Gutiérrez Alea, José Hernandez
- Dialogues : Humberto Arenal
- Photographie : Otello Martelli, Sergio Véjar
- Musique : Leo Brouwer, Carlos Fariñas, Harold Gramatges
- Production : ICAIC
- Pays de production : Cuba
- Langue originale : Espagnol
- Durée : 81 minutes
- Année de sortie : 1960

## Distribution
- Bertina Acevedo
- Enrique Fong
- Miriam Gómez
- Francisco Lago
- Lilian Llerena
- Calixto Marrero
- Reynaldo Miravalles
- Blas Mora
- Eduardo Moure
- Tomás Rodríguez
- Encarnita Rojas
- Pascual Zamora

## Analyse
Le film emprunte très clairement à l’esthétique du néo-réalisme, courant cinématographique que Tomás Gutiérrez Alea connait d’autant mieux qu’il a étudié entre 1951 et 1953 au Centre expérimental du cinéma de Rome. Il cite Paisà de Roberto Rossellini comme une inspiration pour Historias de la Revolución à la fois au niveau esthétique et au niveau narratif, puisque le film de Rossellini décrit la progression des troupes américaines en six épisodes indépendants qui mettent aussi bien en scène les militaires que les civils dont l’existence est affectée par la guerre. De même que Rossellini encore, Alea ne construit pas son film autour de figures de héros au destin légendaire, mais de personnages inconnus auxquels les spectateurs peuvent aisément s’identifier, interprétés pour certains par des acteurs non-professionnels, voire qui jouent leur propre rôle pour les guérilleros de la Sierra Maestra. Le tournage a par ailleurs lieu au coeur de la Sierra Maestra en décor naturel, procédé qui rapproche également Alea du néo-réalisme italien.
Alea refuse dans Historias de la Revolución une approche historique évènementielle, ce qui se lit dès le titre du long-métrage : il s’agit pour lui de mettre en scène les différentes histoires de la révolution. Ainsi ne figurent pas dans le film des épisodes incontournables de la révolution cubaine ni certains acteurs centraux comme Fidel Castro. Ce dernier choix s’explique également par l’orientation idéologique du film, qui place le peuple au cœur du processus révolutionnaire et refuse la valorisation de leaders charismatiques. En cela, Alea rompt également avec la tradition soviétique du réalisme socialiste, dont l’un des traits remarquables est l’articulation de la narration autour de personnages héroïques aux composantes psychologiques simplifiées. Il leur préfère des personnages plus nuancés en proie à des dilemmes moraux.
Pour évoquer l’assaut du Palais présidentiel intègre dans le film un « noticiero » (film d’actualité), qui préfigure la pratique expérimentale du collage qui serait très présente dans le reste dans sa filmographie, notamment dans Mémoires du sous-développement.

## Production
Historias de la Revolución est le premier long-métrage de fiction produit par l’ICAIC, qui est un organisme créé à la suite de la révolution cubaine pour promouvoir les idées révolutionnaires. Le film signe donc cinématographiquement l’acte de naissance de la société post-révolutionnaire en cristallisant l’image de son évènement fondateur. Les jeunes cinéastes de l’ICAIC étaient parfaitement conscients de leur rôle politique et Alea rapporte l’atmosphère des discussions dans lesquelles le film fut élaboré : « Nous avons longuement débattu de la responsabilité liée à ce film, entre autres parce que cela devait être le premier long métrage de la révolution et que tout le monde allait juger ce que nous faisions. ». Tomás Gutiérrez Alea est revenu à plusieurs reprises sur les difficultés des conditions de réalisation de tournage, qu’il énonce d’ailleurs presque toujours à la première personne du pluriel, marquant bien là le caractère collectif de l’entreprise. Ces difficultés n’ont pas été sans conséquences sur les choix esthétiques du film : « étant donné notre expérience et le fait que nous n’avions pas les moyens techniques adéquats, nous ne pouvions pas nous engager à faire le grand film sur la Révolution ni rien de semblable. ». Le film souffre alors de moyens matériels réduits, qui limite les possibilités de reconstitutions historiques, en particulier l’assaut du Palais Présidentiel. Néanmoins, selon Nancy Berthier, ces quelques défauts sont le résultat de la situation économico-politique de Cuba à l’époque et font partie intégrante d’une esthétique post-révolutionnaire telle que Julio García Espinosa la défendit dans « Por un cine imperfecto ». Il y revendique un cinéma imparfait, « intéressé ni par la qualité, ni par la technique », qui soit une alternative artistique pour Cuba, mais plus généralement pour les pays du Tiers Monde, par rapport au cinéma dominant, au cinéma nord-américain, qu’une puissante infrastructure industrielle dotait d’une inégalable supériorité technique.